# مكتبة بيرلن بيك التذكارية
مكتبة بيرلن بيك التذكارية هي مكتبة عامة في برلين. تأسست المكتبة في عام 1829. تقع المكتبة الآن في طريق كينسينغتون 234، في منشأة بنيت عام 1989. وتخدم المكتبة أكثر من 20,137 نسمة. تتكون المكتبة من 107,364 وحدة (المطبوعة منها 94,646).